# Ян Непомняшчий
Ян Александрович Непомняшчий (на руски: Ян Алекса́ндрович Непо́мнящий, в шахматната общност получава прякора Непо) е руски шахматист, гросмайстор (2007), електронен спортист и стример. Той е два пъти световен вицешампион от мачове за световно първенство (2021, 2023), европейски шампион (2010), двукратен шампион на Русия (2010 и 2020), двукратен победител в Световното отборно първенство с руския отбор (2013 и 2019).
Като член на руския национален отбор той участва в олимпиадите през 2010 г. (2-ри отбор) и 2014 г., а на олимпиадите през 2016 г. и 2018 г. е бронзов медалист в националния отбор.
Непомняшчий е сред най-добрите играчи на ускорен и блиц шахмат, като през октомври 2016 г. се намира на 4-та позиция в света по тези две дисциплини. Личният му рекорден рейтинг на блиц е 2800 от юли до ноември 2014 г., а на ускорен шах – 2821 за ноември и декември 2015 г. и от януари до юли 2021 г. Той е световен шампион по блиц шах (2024 г.) и дели първото място с норвежеца Магнус Карлсен.

## Шахматна кариера
Ян Непомняшчий е роден на 14 юли 1990 г. в град Брянск, Русия. Научава се да играе шах на 4 – 5-годишна възраст. Първият му учител е чичо му Игор, а на по-късен етап получава обучение от майстор Валери Зилберщейн и гросмайстор Сергей Яновский. По време на юношеските си години печели много международни турнири. Печели три пъти Европейското шахматно първенство за юноши: през 2000 година в категория до 10-годишна възраст и 2001 и 2002 г. съответно до 12-годишна възраст. През 2002 г. също така печели Световното шахматно първенство за юноши в категорията до 12 години, класирайки се пред Магнус Карлсен.
През 2007 г. успява да покрие трите норми, за да придобие титлата гросмайстор. Първата норма е покрита след второто му място в група В на турнира във Вайк ан Зее. Втората норма печели след участието си на индивидуалното Европейско първенство по шахмат, проведено в Дрезден. Третата норма Непомняшчий извоюва след спечелването на петото издание на турнира в памет на Ваня Сомов в град Кириши.
През 2008 г. се класира за елитния Шахматен турнир Шпаркасен, провеждан всяка година в град Дортмунд. На този турнир поделя второто място, въпреки че остава непобеден. През същата година печели турнира по ускорен шахмат „Ордикс Оупън“, проведен в град Майнц.
През 2010 г. Непомняшчий става европейски шампион по шахмат с резултат 9 т. от 11 игри. По-късно същата година става и национален шампион по шахмат на Русия, след като побеждава Сергей Карякин в оспорван плейоф.
През 2011 г. печели 5-о място, но с равен резултат с третия Василий Иванчук и четвъртия Сергей Карякин на силния турнир Мемориал Михаил Тал, проведен в Москва.
През 2013 г. Непомняшчий е в отбора на Русия, спечелил златен медал на Отборното световно първенство по шах, проведено в Анталия.
През лятото на 2013 г. Непомняшчий завършва на 2-ро място на световното първенство по ускорен шахмат, проведено в Ханти-Мансийск и спечелено от Шахрияр Мамедяров. През октомври същата година играе плейоф за първото място на националното първенство по шахмат на Русия, който обаче завършва със загуба и шампион става Пьотр Свидлер. През 2013 г. Непомняшчий успява да покачи рейтинга си на блиц шах със завидните 141 ЕЛО точки, достигайки 2830 през декември.
През 2014 г. печели сребърен медал на световното първенство по блиц шахмат, проведено в Дубай. През август същата година Непомняшчий печели „Турнира на шампионите“, проведен в Ярославъл. Това е турнир по ускорен шахмат, проведен във формат двойна кръгова система (round-robin), на който вземат участие европейските шампиони по шахмат за периода 2009 – 2014 г.
През 2015 г. Непомняшчий завършва на 5-о място в елитния шахматен турнир Шпаркасен. Играе за Русия на европейското отборно първенство по шахмат, проведено в Рейкявик. До края на годината печели 2 турнира по блиц шахмат. През октомври същата година печели сребърен медал на световното първенство по ускорен шахмат, проведено в Берлин.
През лятото на 2016 г. Непомняшчий печели седмото издание на турнира Хайнан-Дънжу и турнира Мемориал Михаил Тал. На 42-рата олимпиада по шахмат Непомняшчий печели бронзов медал с отбора на Русия, а индивидуално завоюва сребърен медал.
Януари 2017 г. той завършва на 12-о място в турнира във Вайк ан Зее с резултат 5/13.
През 2023 г. е победител в турнира на претендентите и след отказа на Магнус Карлсен да защитава титлата си играе за нея мач срещу втория в турнира Дин Лирен, който губи в тайбрека.